# VSS Enterprise
Pour les articles homonymes, voir Enterprise.
Le VSS Enterprise (Virgin Space Ship Enterprise, Numéro d'immatriculation: N339SS) est le premier avion spatial de type SpaceShipTwo construit par Scaled Composites pour Virgin Galactic,.
Il s'agit d'une évolution à vocation commerciale du SpaceShipOne qui avait remporté l'Ansari X Prize en 2004. Le nom VSS Enterprise est un clin d'œil à l'USS Enterprise de la série télévisée Star Trek.
L'entrepreneur Richard Branson, à la tête de Virgin Galactic, a offert à William Shatner, l'acteur qui jouait le Capitaine Kirk dans la série originale Star Trek, un tour gratuit dans l'espace pour le lancement inaugural du VSS Enterprise, soit une valeur de 200 000 dollars. Cependant, Shatner a refusé en déclarant "Je veux bien aller là-haut, mais j'ai besoin d'avoir la garantie que je pourrai revenir."
La présentation du vaisseau a lieu le 7 décembre 2009 et son premier vol libre le 10 octobre 2010. Le 29 avril 2013, l'Enterprise allume pour la première fois en vol son moteur. L'avion est détruit le 31 octobre 2014 lors d'un accident pendant un vol d'essai provoqué par une erreur humaine. Le copilote, Michael Alsbury, est tué et le pilote Peter Siebold (en) est grièvement blessé.

## Le programme des vols d'essai
Les projections de Virgin Galactic en 2008 prévoyaient que les premiers vols d'essai commenceraient courant 2009 pour une exploitation commerciale en 2011,. Le lundi 22 mars 2010, le VSS Enterprise subit un vol d'essai « captif », pendant lequel le VMS Eve (le premier WhiteKnightTwo) effectue un vol de courte durée avec le SpaceShipTwo, Enterprise accroché dessous. Le 15 juillet 2010, le VSS Enterprise réalisa son premier vol habité. Deux membres d'équipage étaient à bord du vaisseau, lui-même transporté par le VMS Eve, pour un vol qui dura 6 heures et 12 minutes. L'équipage évalua les fonctionnalités des systèmes embarqués, et tous les tests furent menés avec succès.
Le 10 octobre 2010, le VSS Enterprise réalisa son premier vol libre avec succès. Le vaisseau se décrocha de son vaisseau mère à une altitude de 45 000 pieds (13 716 mètres) et descendit pendant 25 minutes jusqu'à sa base de lancement de Mojave. L'équipage se composait de Pete Siebold et de son copilote Mike Alsbury,.

## Le futur
Virgin Galactic a pour ambition de devenir la première compagnie spatiale commerciale au monde. Le programme d'essai en vol doit continuer sur l'année 2011, les prochains tests se focalisant sur les moteurs-fusées et la poussée en vol. Le but étant que l'avion soit amené à 60 000 pieds (18 288 mètres) au-dessus de la Terre par son avion porteur puis que les fusées le propulsent dans l'Espace. Un total de 370 clients a déjà effectué une réservation (pour un total de 50 millions de dollars) afin d'avoir une place dans un des vols, et environ 80 000 personnes se sont inscrites sur liste d'attente. Le voyage coûtera environ 200 000 dollars, tandis que les passagers profiteront de quelques minutes sans pesanteur pendant le vol suborbital,. Le premier vol est maintenant prévu pour 2012.
Après la destruction du VSS Enterprise, le VSS Unity, second exemplaire de ce type d'engin, effectue son premier vol suborbital le 13 décembre 2018.
Les vols commerciaux décolleront depuis le spatioport Spaceport America de Virgin Galactic, en cours de construction près de Upham au Nouveau-Mexique.

## Galerie

Virgin Galactic VSS Enterprise
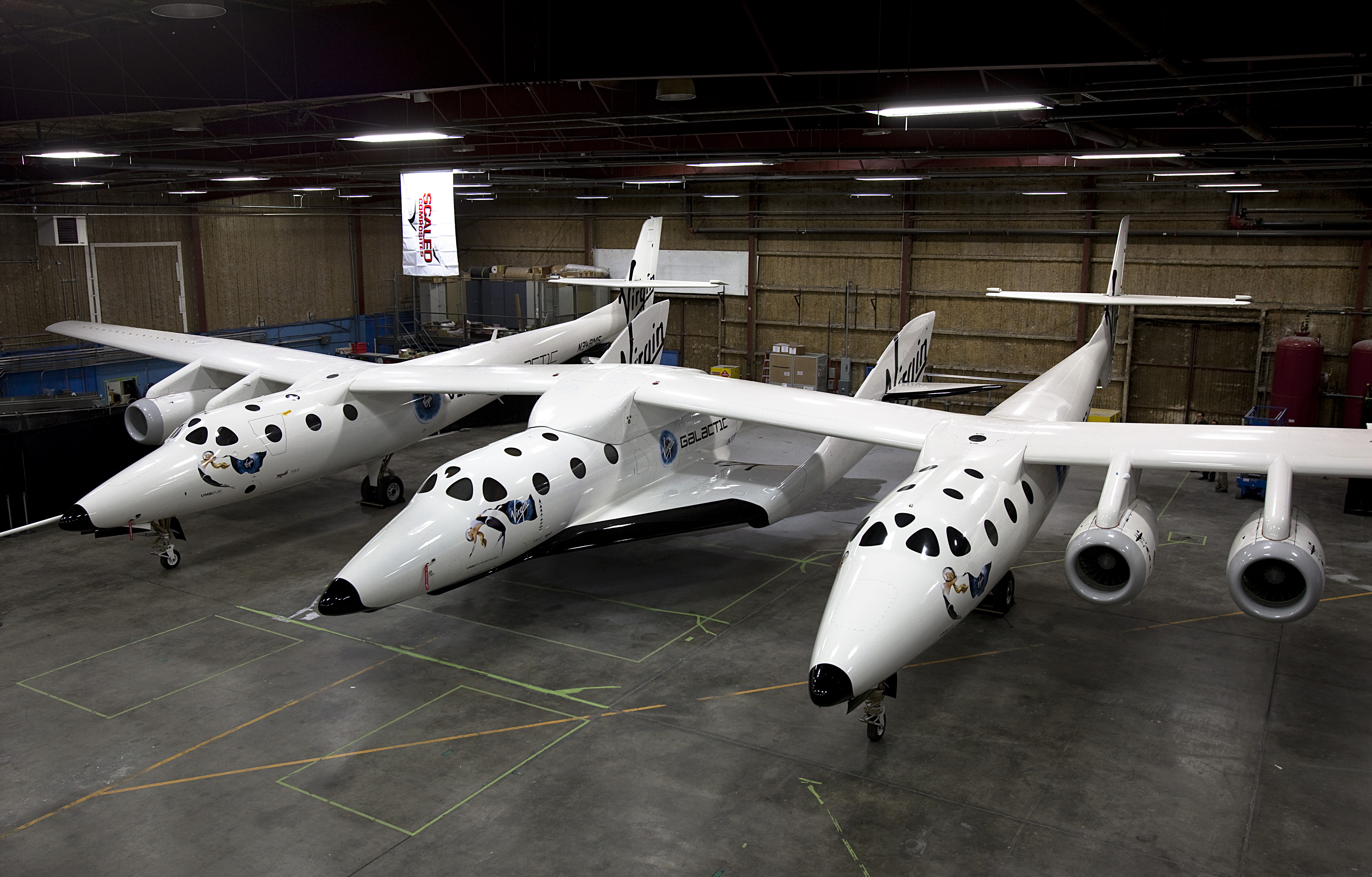
Enterprise accroché sous le "vaisseau-mère" VMS Eve
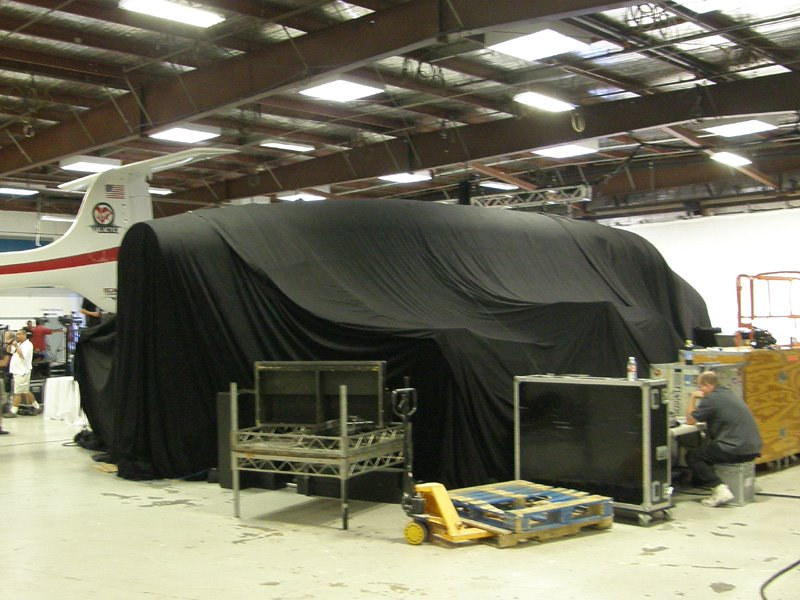
Enterprise en construction et sous les bâches en 2008